# Felisa Melendo Alonso
Felisa Melendo Alonso (ca. 1916 - Madrid, ca. 1999) fue una dirigente comunista española.

## Biografía
Fue secretaria de organización de la Unión de Chicas de Alicante durante la Guerra Civil Española. Probablemente era hermana de Ataulfo Melendo, joven responsable del Partido Comunista de España alicantino. En una asamblea de la Unión de Chicas en 1938 llamó las mujeres a colaborar con el esfuerzo bélico, criticó que los sindicatos no ofrecieran una ayuda eficaz a las mujeres que se querían incorporar al trabajo, reclamó igual salario a igual trabajo y pidió ayuda al gobierno.
Escribió numerosos artículos en la prensa, en especial en los periódicos comunistas Nuestra Bandera y Juventud, en que animaba a las jóvenes a colaborar con las autoridades, a capacitarse y a incorporarse al trabajo. En un texto, alabó el llamamiento del gobierno a la incorporación de las mujeres al trabajo, porque demostraba que no se consideraba a las mujeres como seres inferiores a los hombres (Nuestra Bandera, 5 de octubre de 1937); en otro, reclamó el derecho de las mujeres a trabajar y a desarrollar cualquier profesión desde donde luchar contra el fascismo y construir una futura España (Nuestra Bandera, 11 de noviembre de 1937).
Desde la Unión de Chicas se interesó, además, por la formación intelectual, física y profesional de las jóvenes, y por la creación de casas-cuna para los hijos y las hijas de las trabajadoras. En octubre de 1937 fue nombrada responsable del Secretariado Femenino de la Federación Provincial de las Juventudes Socialistas Unificadas (JSU) y fue integrante de la Alianza Juvenil Antifascista. Intervino en mítines de la Agrupación de Mujeres Antifascistas en la provincia, donde animaba a la lucha antifascista. En julio de 1938, se incorporó a la ejecutiva nacional de las JSU y se trasladó a Madrid.
Después del fin de la guerra, se exilió en la URSS, donde estudió en la escuela Plániemaya con otros cuadros políticos del Partido Comunista de España. Murió probablemente el 1999, en Madrid.